# Шпройерхофштрассе

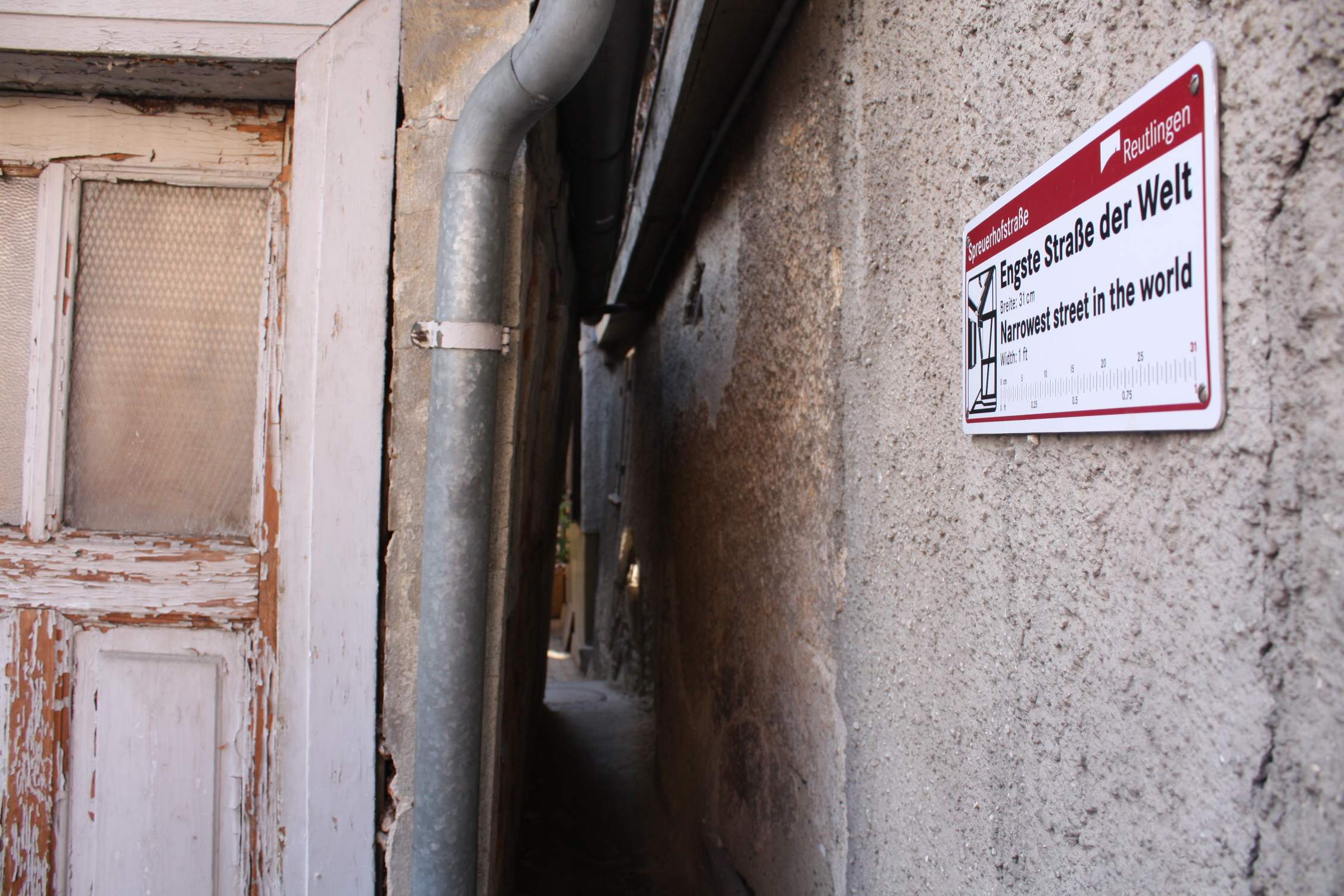
Шпройерхофштрассе с табличкой о мировом рекорде

Шпройерхофштрассе (нем. Spreuerhofstraße) — самая узкая в мире улица. Расположена в городе Ройтлинген, Германия. Её ширина колеблется от 31 до 50 см. Построена в 1727 году после пожара предыдущего года, уничтожившего город. Официально внесена в городской реестр под номером 77.
Шпройерхофштрассе занесена в книгу рекордов Гиннесса как самая узкая в мире: в самом узком месте её ширина составляет 31 см. Эта улица, в действительности представляющая собой лишь проход между домами, появилась на картах в 1820 году, а выстроена была в 1726 году, после масштабной реконструкции Ройтлингена после пожара.